# 닥터 브레인
닥터 브레인(Dr. Brain)은 시에라 엔터테인먼트가 1990년대에 개발한 교육용 게임 시리즈이다. 각 게임의 목적은 게임 진행을 위해 일련의 퍼즐을 풀어나가는 것이다. 이 시리즈는 나중에 날리지 어드벤처에 의해 선정되어 더 액션 지향적인 게임으로 변화되었다.

## 다른 후속작
날리지 어드벤처는 나중에 오리지널 시리즈에 기반한 4개의 게임을 발매했다.
- Dr. Brain Thinking Games: Puzzle Madness (1998), 일명 Puzzleopolis
- Dr. Brain Thinking Games: IQ Adventure (1999), 일명 Mind Venture
- Dr. Brain: Action Reaction
- The Adventures of Dr. Brain